# Laguna de Iguaque
La laguna de Iguaque está situada en jurisdicción del municipio de Chíquiza, en cercanías al municipio de Villa de Leyva en el departamento de Boyacá, Colombia. De acuerdo con la leyenda Muisca, la diosa Bachué salió de la laguna con un niño en sus brazos y con los pechos en alto, criando a este niño y empezando a poblar esta tierra. Ellos son considerados los ancestros de toda la raza humana. Las zonas aledañas también se encuentran protegidas como parte del Santuario de fauna y flora Iguaque.

Para poder llegar a este lugar una vía de acceso es por el municipio de Villa de Leyva.